# Fabula Aetatis
Fabula Aetatis (auch nur FABULA oder FABULA – Drum'n'Pipes) ist eine 1995 gegründete deutsche Musikgruppe, die sich dem Dudelsack-Rock-Stil zuordnen lässt, daher hauptsächlich stark rhythmische Musik auf Dudelsäcken und Schlagwerk spielt. Im Gegensatz zu anderen Bands dieses Genres zeichnet sich Fabula durch Einflüsse schottischer und bretonische Spielweisen aus.

## Bandgeschichte

FABULA in der Viererbesetzung in Weinheim 2008

Ursprünglich wurde 1995 die Gruppe als „FABULA AETATIS“ von Briantanus und Bernartius van Troethhoven gegründet. Die Band, die zunächst nur Straßenmusik machte, wurde schon bald durch den Trommler El Sabio de Moya ergänzt. In dieser Form entwickelte sich bereits der typische „Fabula-Stil“ und die Band spielte auf den ersten Mittelaltermärkten. Als 2000 El Sabio ausstieg, sprang für ihn der befreundete Schlagzeuger Asmon ein; in dieser Kombination wurde die nächsten zwei Jahre gespielt.
Im Jahre 2002 spielte Fabula einige Auftritte mit Wolgemut unter dem Projekt „Phat Wolgemut“.
Ende 2002 löste sich die Band vorerst auf. Bernatius gründete das „Duo Obscurum“, Briantanus und Asmon gründeten zusammen mit Steffano di Panoptico von Wolgemut, sowie Brandan, Donar von Avignon und Strahli, die bei Corvus Corax ausgestiegen waren, schließlich Cultus Ferox. Während dieser Zeit entstanden einige CDs, unter anderem nahm Brandan zusammen mit Briantanus die Weihnachts-CD „Weihnachtstänze aus dem Dudelmannsack“ auf.
Drei Jahre später, Ende 2005, verließen Briantanus und Asmon wieder Cultus Ferox und ließen zusammen mit Stevo'Klat FABULA wieder aufleben. Bald darauf erschien die CD Panta Rhei und Fabula war wieder auf Mittelaltermärkten unterwegs, gelegentlich von El Sabio unterstützt – in dieser Kombination trat die Gruppe 2007 im Rahmen des Interkeltischen Folkfestivals in Hofheim am Taunus auf.
Im Jahr 2008 schließlich wurde die neue Fabula-CD, Cult~ur, veröffentlicht. Neben den üblichen Instrumenten spielte Briantanus auch Flöten und Smallpipes ein, zusätzlich konnte Thomas Zöller als Gastmusiker gewonnen werden, welcher ebenfalls Smallpipes und auch Border pipes einspielte und damit zu einem neuartigen Klang beitrug. Im selben Jahr stieß Robert Yangens zur Band, welcher ebenfalls neben der neudeutschen Sackpfeife auch Smallpipes spielt. In dieser Kombination wurde zusätzlich das neue Projekt „La Douleur“ gestartet, welches wesentlich ruhigere Barockmusik auf Smallpipes, französischen Dudelsäcken, Petite Orgel und Percussion macht.
Inzwischen haben die Musiker von Fabula in ihren verschiedenen Bands mehr als 300 Mittelaltermärkte und über 100 Konzerte in Deutschland, Österreich, Schweiz, Belgien, Holland, Tschechien, Luxemburg, Dänemark und Schweden bespielt.

## Diskografie
- 1999 – Live in Satzvey – Fabula Aetatis
- 2002 – Weihnachtstänze aus dem Dudelmannsack – Cultus Ferox
- 2003 – Wiederkehr – Cultus Ferox
- 2004 – Flamme des Meeres – Cultus Ferox
- 2005 – Aufbruch – Cultus Ferox
- 2006 – Panta Rhei – FABULA
- 2007 – Pakt Eins (CD Sampler der Bands Fabula, Duo Obscurum, Scherbelhaufen, Donner und Doria und Hans Spielmann)
- 2008 – Cult~ur – FABULA
- 2012 – Der alte Pfad – Fabula
- 2014 – ANIMO - Live in Trieste – Fabula

## Trivia
- Neben gelegentlichen Konzerten bespielt FABULA hauptsächlich Mittelalterfeste, unter anderem im Rahmen der reisenden Mittelaltermärkte des Veranstalters Kramer Zunft und Kurzweyl.
- Während der CD-Aufnahmen zu Cult~ur gründeten Briantanus und der Produzent Tec (ehemals Tanzwut) das Projekt „Elisir“, welches eine Mischung aus elektronischer und akustischer Musik ist. Zwei der Stücke von Elisir schafften es ebenfalls auf die CD Cult~ur.
- Briantanus ist neben dem Dasein als aktiver Musiker auch als Lehrer bei der Deutschen Dudelsack-Akademie und bei der Winterschule Stòras Òran tätig.